# Кубок Бельгії з футболу 2002—2003
Кубок Бельгії з футболу 2002–2003 (нід. Beker van België) — 48-й розіграш кубкового футбольного турніру в Бельгії. Володарем кубку вперше став Лув'єрроз.

## Календар
| Раунд           | Дата                          | Матчі | Клуби     |
| --------------- | ----------------------------- | ----- | --------- |
| Перший раунд    |                               | 88    | 244 → 156 |
| Другий раунд    | 4 серпня 2002                 | 44    | 156 → 112 |
| Третій раунд    | 11 серпня 2002                | 38    | 112 → 74  |
| Четвертий раунд | 18 серпня 2002                | 28    | 74 → 46   |
| П'ятий раунд    | 25 серпня 2002                | 14    | 46 → 32   |
| 1/16 фіналу     | 16-17 листопада 2002          | 16    | 32 → 16   |
| 1/8 фіналу      | 17-18 грудня 2002             | 8     | 16 → 8    |
| 1/4 фіналу      | 22 січня/5 лютого 2003        | 8     | 8 → 4     |
| 1/2 фіналу      | 4-5 березня/15-16 квітня 2003 | 4     | 4 → 2     |
| Фінал           | 1 червня 2003                 | 1     | 2 → 1     |

## 1/16 фіналу
| Команда 1                   | Рахунок | Команда 2                  |
| --------------------------- | ------- | -------------------------- |
| 16 листопада 2002           |         |                            |
| Расінг Єт Вавр (4)          | 0:3     | Вестерло                   |
| Брюгге                      | 2:0     | Вевелгем Сіті (3)          |
| Ломмель                     | 5:1     | Дессел (2)                 |
| Генк                        | 3:1     | Роял Ексельсіор Віртон (2) |
| Лірс                        | 1:0     | Мехелен                    |
| Сінт-Трейден                | 3:0     | Берхем Спорт (3)           |
| Бохолтер (3)                | 2:1     | Беверен                    |
| Стандард (Льєж)             | 3:0     | Візе (2)                   |
| Монс                        | 2:1 дч  | Локерен                    |
| 17 листопада 2002           |         |                            |
| Тюрнгаут (4)                | 3:1 дч  | Гент                       |
| Тонгерен (3)                | 0:1     | Лув'єрроз                  |
| Оверпельт Фабрек (3)        | 0:1 дч  | Мускрон                    |
| Гістел (4)                  | 1:3     | Шарлеруа                   |
| Гесден-Золдер (2)           | 0:2     | Антверпен                  |
| Серкль (Брюгге) (2)         | 1:3     | Андерлехт                  |
| Патро Ейсден Масмехелен (2) | 0:3     | Жерміналь Беєрсхот         |

## 1/8 фіналу
| Команда 1          | Рахунок      | Команда 2    |
| ------------------ | ------------ | ------------ |
| 17 грудня 2002     |              |              |
| Антверпен          | 2:0          | Монс         |
| 18 грудня 2002     |              |              |
| Андерлехт          | 2:1          | Тюрнгаут (4) |
| Брюгге             | 6:1          | Бохолтер (3) |
| Сінт-Трейден       | 0:0 пен. 4:3 | Лірс         |
| Генк               | 1:1 пен. 3:4 | Лув'єрроз    |
| Ломмель            | 2:1          | Мускрон      |
| Стандард (Льєж)    | 2:1          | Шарлеруа     |
| Жерміналь Беєрсхот | 2:0          | Вестерло     |

## 1/4 фіналу
| Команда 1              | Заг.         | Команда 2          | 1-й матч | 2-й матч |
| ---------------------- | ------------ | ------------------ | -------- | -------- |
| 22 січня/5 лютого 2003 |              |                    |          |          |
| Брюгге                 | 3:4          | Ломмель            | 3:2      | 0:2      |
| Антверпен              | 2:4          | Жерміналь Беєрсхот | 2:1      | 0:3      |
| Андерлехт              | 1:1 пен. 3:4 | Сінт-Трейден       | 1:0      | 0:1 дч   |
| Стандард (Льєж)        | 3:3 (ч)      | Лув'єрроз          | 3:1      | 0:2      |

## 1/2 фіналу
| Команда 1                | Заг. | Команда 2          | 1-й матч | 2-й матч |
| ------------------------ | ---- | ------------------ | -------- | -------- |
| 4 березня/16 квітня 2003 |      |                    |          |          |
| Ломмель                  | 3:4  | Лув'єрроз          | 3:2      | 0:2      |
| 5 березня/15 квітня 2003 |      |                    |          |          |
| Сінт-Трейден             | 1:0  | Жерміналь Беєрсхот | 1:0      | 0:0      |

## Фінал
| 1 червня 2003 |

| Сінт-Трейден | 1:3      | Лув'єрроз                |
| ------------ | -------- | ------------------------ |
| Бувенс 84'   | Протокол | Ішіаку 27', 72' Артс 35' |

| Стадіон імені короля Бодуена, Брюссель Глядачів: 40 000 Арбітр: Йоган Вербіст |